# General Steam Navigation Company of Greece

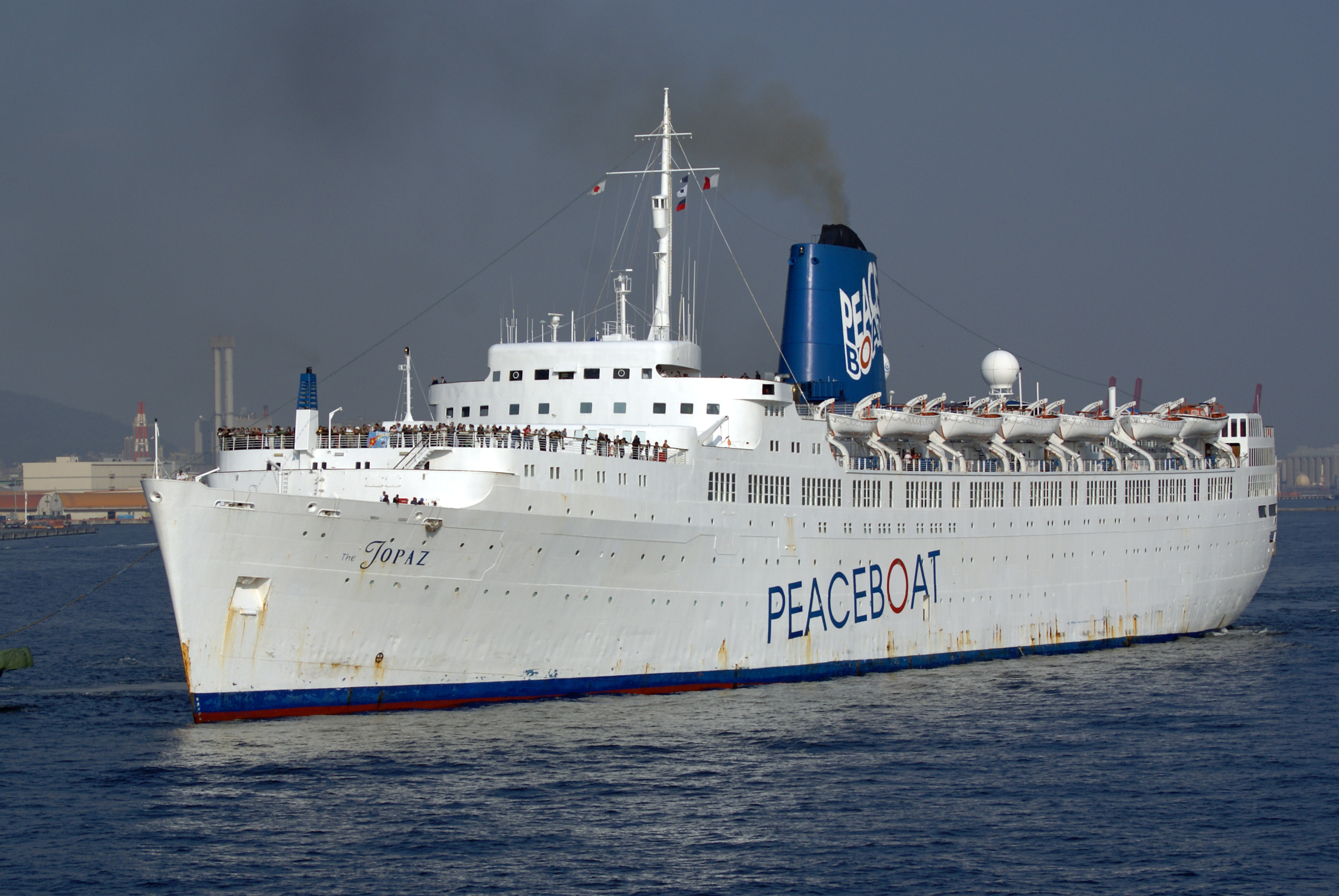
Die Queen Anna Maria lief 1965 bis 1975 für die Greek Line

Die General Steam Navigation Company of Greece, bekannter als Greek Line, war eine griechische Passagierreederei.

## Geschichte
Gegründet wurde die Reederei 1939 durch Basil Goulandris und seine Brüder. Das erste Schiff war die gebraucht erworbene Tuscania (16.991 BRT) der britischen Anchor Line, mit der als Nea Hellas ein Transatlantikverkehr von Griechenland aufgenommen wurde. Nach dem Zweiten Weltkrieg folgten weitere Schiffsankäufe, bis man 1951 bei Alexander Stephen and Sons in Glasgow den ersten Neubau der Greek Line, die Olympia (17.362 BRT) in Auftrag gab. Das Schiff wurde schließlich 1953 in Fahrt gesetzt und blieb der einzige Neubau der Reederei. Durch den Siegeszug der Passagierluftfahrt häuften die Linienpassagierdienste der Greek Line im Laufe der 1960er Jahre so hohe Verluste auf, dass verstärkt Kreuzfahrten angeboten wurden. Weltweite Bekanntheit erlangte die Reederei im Dezember 1963, als ihr Kreuzfahrtschiff Lakonia (20.314 BRT) in Brand geriet und sank, wobei 128 Menschen ums Leben kamen. Das Unternehmen geriet Anfang der 1970er Jahre in eine finanzielle Schieflage. 1975 folgte die Pleite, und die letzten beiden Schiffe, Olympia und Queen Anna Maria, wurden verkauft.